# ローバー (自動車)
ローバー（Rover）は、かつて存在したイギリスの自動車メーカー、自動車ブランドである。
1901年にローバー社 (Rover Company) が自動車の生産を始めて以来、イギリスを代表する自動車メーカー、自動車ブランドとして存在していたが、経営難から2005年をもって、その名前を冠する自動車メーカーや自動車モデルは消滅した。ローバーから派生したブランドとしては、現在、インドのタタ・モーターズ傘下の「ランドローバー」がある。

## 歴史

### 自動車生産開始以前
ジョン・ケンプ・スターレーがウイリアム・サットンと1878年に創業した、Starley & Sutton Co. of Coventry がローバー社の前身である。同社は自転車を製作し、1885年には「ローバー安全型自転車」を発売した。これは、前後のタイヤサイズが同じでチェーンで後輪を駆動する、今日の形態に近い自転車であった。
1890年代後半には Rover Cycle Company Ltd. となり、1904年にはローバー・カンパニー（Rover Company Ltd.）として、 エンジンを使用したオートバイを発売した。オートバイと自転車の生産は1925年まで行われた。

### ローバー・カンパニー（1904年-1967年）
1904年に誕生した最初のローバー製自動車は2人乗りオープンモデルのローバー・8と呼ばれるモデルであった。経営者としてのスペンサー・ウィルクス (Spencer Bernau Wilks)、エンジニアとしてのモーリス・ウィルクス (Maurice Wilks) という2兄弟がいた。
良好な品質によって市場に受け入れられ、アッパーミドル層向けの中型サルーンを中心に生産していたが、機械メーカーの常として、航空機エンジンや戦車などの軍需メーカーとしても発展した。ガスタービンエンジン車の開発も試みられたが、実用化はされなかった。
第二次世界大戦後の1947年には、大戦中に活躍したジープの有用性に感化され、四輪駆動多用途車のランドローバーを開発、発売し、新たな市場を開拓した。乗用車ではP4やP5などが発売され、これらのモデルは英国王室メンバーの私用車や、英国政府の閣僚・高級官僚の公用車としても用いられた。それらのローバー製乗用車は高品質であり格式も高かった。極めて保守的な設計を志向していたなか、1964年には革新的メカニズムを採用したP6が、第1回のヨーロッパ・カー・オブ・ザ・イヤーを受賞している。

### レイランド・モータース傘下（1967年-1968年）
1967年、ローバーはレイランド・モーターズ (Leyland  Motors) に買収された。

### ブリティッシュ・レイランド傘下（1968年-1986年）
1968年、当時の親会社、レイランド・モーターズはブリティッシュ・モーター・ホールディングス (BMH) と合併し、「British Leyland Mortor Company」が設立された。同社のもとにはローバーの他、ジャガー、デイムラー、MG、オースチンなど、当時のイギリスの主要自動車メーカーの大部分にあたる10ブランドが存在していた。1970年にはランドローバーの発展形である高級四輪駆動車としてレンジローバーが発売された。
しかしブリティッシュ・レイランドでは労働争議の多発を背景に生産が停滞したばかりでなく、ローバーのような高級車種も含む多くのモデルの品質が甚だしく悪化し、市場からの支持を急速に失った。1975年、破産寸前となった同社は半国営化され、持ち株会社「British Leyland Mortor Corporation Ltd. (BLMC)」のもとに再組織された。
1976年に発売されたローバー・SD1は、斬新なデザインを備えたアッパーミドルセダンで、ヨーロッパ・カー・オブ・ザ・イヤーを受賞したが、車格に見合う品質が伴わず、商業的には失敗作となった。1978年、持ち株会社は「BL社 (BL Ltd.)」と改称した。

#### ホンダとの提携
品質の不良などによりBL社の販売は低迷、1979年、同社は日本の本田技研工業（ホンダ）との提携を行った。資本提携として、ホンダがBL社株の20 %を取得し、BL社はホンダ英国子会社株の20 %を取得した。1981年には、BL社のトライアンフブランドから、ホンダ・バラードの現地生産車がトライアンフ・アクレイムとして発売されている。

#### オースチンローバーグループ
1982年、BL社内の大衆車部門として、オースチン・ローバー・グループ社が組織された。ホンダとの提携は依然として継続され、ホンダ・バラードをベースとした初代ローバー・200が誕生した。また、オーストラリアではバッジエンジニアリングによって、ホンダ・クイントがローバー・クイント、ホンダ・クイントインテグラがローバー・416iとして販売された。

### ローバーグループ（1986年-2000年）
1986年、オースチンローバーグループは、「ローバー・グループ (Rover Group PLC)」に改称し、その自動車部門は「ローバー・カーズ」となった。同年、ホンダ・レジェンドと同時開発されたローバー・800が発売、スターリングの名称でアメリカ合衆国にも輸出された。

#### BAe傘下
1988年、再び民営化されたローバー・グループは、航空機メーカーであるブリティッシュ・エアロスペースに買収され、同社傘下となった。ホンダとの提携は良好な関係で継続され、1994年には過去最高の収益を計上する見通しであった。

#### BMW傘下
1994年、突如としてドイツの自動車会社BMWがローバー・グループを買収し、経営権を得る寸前であったホンダとの提携は解消された。1999年に発売されたローバー・75は、BMW主導の設計で開発されたモデルとなったが、エンジン本体のトラブル、そして劣悪な整備性に伴う高額な維持費などの問題が発生した。2000年までの6年間に及んだBMWによるローバー・グループの経営はまったく悲惨な状況であった。
2000年、BMWはローバー・グループを分割、ローバー部門はイギリスの投資グループ、フェニックス・コンソーシアム（代表者はジョン・タワーズ。元ローバーグループ会長）に僅か10ポンド（当時の日本円で約1,660円）で売却した。ランドローバー部門はフォード・モーターに売却され、ローバー、Mini、ライレー、（四輪の）トライアンフのブランド名は、BMWが引き続き保有した。

### MGローバー（2000年-2005年）
ローバー部門を買収したフェニックス・コンソーシアムは同年、同部門をMGローバーグループ (MG Rover Group) と改称するとともに、MGブランドの充実を図った。2003年にはインドのタタ・モーターズと技術・資本提携した。タタの小型車「インディカ」を「ローバー・シティローバー」として輸入販売するなどし、2004年には自動車製造100周年、ローバー累計生産台数は500万台達成を祝賀した。しかしながらシティローバーは完成度が低く、75以外のローバー各車の基本設計は1990年代以前のホンダと提携していた時代のままで旧態化と陳腐化が著しく、経営は低迷した。
2005年4月、前年から続いていたMGローバーと中国の上海汽車集団 (SAIC) との業務提携協議が決裂、MGローバーはイギリス政府破産管財人の監理下に置かれた。同年7月、MGローバーはMGブランドの知的財産権と資産・工場等を含む会社本体を中国の南京汽車に売却した。
2006年8月、BMWがローバーブランドを上海汽車に売却することで合意したと報じられたが、ランドローバー買収時にローバーブランドに関する優先権も獲得していたフォードが売却に拒否権を行使したため不成立に終わった。フォードは9月には優先買収権利を行使してローバーブランドをBMWより買収した。ローバー社本体・資産とローバー・ブランドが離散したことにより、これをもってローバーは事実上消滅した。

### その後
ローバーブランドの買収に失敗した上海汽車はローバー・75などの一部知的所有権と生産設備を買い取り、「栄威 (Roewe) 750」と称して2006年から2016年まで中国国内で製造販売した。
2008年3月、フォードはローバーとデイムラーの商標を含むジャガーとランドローバーをインドのタタ・モーターズに23億ドルで売却した（後のジャガーランドローバー）。現在、ローバーの商標権は同社が所有しているが、ローバーの名称を冠する自動車は製造・販売されていない。

## 車種一覧
- P4（60/75/80/95/100/105/110）
- P5（3リッター・31⁄2リッター）
- P6（2000/2200/3500）
- SD1（2300/2600/3500）
- メトロ
- 100（メトロからの名称変更）
- 200（ローバーとして最も多く生産された車種）
- 400
- 600
- 800
- 25（200からの名称変更）
  - ROVER COMMERCE（25のパネルバン）
  - STREETWISE
- 45（400からの名称変更）
- 75/75ツアラー

（参考）
- CITY ROVER - インド・タタ・インディカのOEM
- 荣威750 (Roewe 750) - 75を基に上海汽車 (SAIC) が生産。75の知的所有権・生産設備を買収したがローバーのブランドは取得できなかったため、独自のブランドで生産したもの。

## 日本での販売
ローバー・グループの解体以降、同社製乗用車の日本への正規輸入・販売は中止されていた。2003年7月、オートトレーディングルフトジャパンが日本におけるMGローバーの正規輸入・販売者となり、 ディーラー網「MG Rover Nippon」を開業したものの、MGローバー社経営破綻に伴いその事業は終了した。

## その他
- ローバーは英国王室御用達を示すワラントを与えられていた。
- P5はエリザベス2世が好んで使用したといわれる。
- 800シリーズの827クーペは、チャールズ3世の私用車だった。
- メトロと600は、ダイアナ妃の私用車だった。
- 日本の自動車検査証における車名は、輸入車種、ホンダの日本国内工場での生産車種共に「ローバー」だったが、車名コードで区別されていた（輸入車種は「942」、日本国内生産車種は「421」）。